# 大和村 (島根県)
大和村（だいわむら）は、かつて島根県の中南部にあった村。邑智郡に属した。
2004年、邑智町と合併し美郷町となった。

## 河川・山岳

### 河川
- 江の川

## 歴史
- 1957年（昭和32年）3月10日 - 都賀村・都賀行村および布施村の一部（大字村之郷・宮内・比敷）が合併して発足（布施村の残部は出羽村に編入）。
- 2004年（平成16年）10月1日 - 邑智町と合併して美郷町が発足。同日大和村廃止。

## 交通

### 鉄道
- 三江線:石見都賀駅、石見松原駅、潮駅

### 高速道路
旧村内を走る高速道路はない。

### 国道
- 国道375号

### 県道
- 主要地方道
  - 島根県道55号瑞穂赤来線（現・島根県道55号邑南飯南線）

- 一般県道
  - 島根県道294号羽須美大和線（現・島根県道294号邑南美郷線）
  - 島根県道296号川本大和線（現・島根県道296号川本美郷線）